# Кенаши
Кенаши (груз. კენაში) — село в Грузии, на территории Цагерского муниципалитета края (мхаре) Рача-Лечхуми и Нижняя Сванетия.

## География
Село находится в северной части Грузии, в пределах долины реки Цхенисцкали, на расстоянии приблизительно 7 километров (по прямой) к юго-западу от города Цагери, административного центра муниципалитета. Абсолютная высота — 814 метров над уровнем моря.

## Население
По результатам официальной переписи населения 2014 года, в Кенаши проживало 6 человек (3 мужчины и 3 женщины). В национальной структуре населения грузины составляли 100 %.
| Год  | Население, человек |
| ---- | ------------------ |
| 2002 | 25                 |
| 2014 | ↘ 6                |